# Heartbeat (serie de televisión surcoreana)
Heartbeat (en hangul, 가슴이 뛴다; romanización revisada del coreano: Gaseum-i ttwinda) es una serie de televisión surcoreana dirigida por Lee Hyun-seok y Lee Min-soo, y protagonizada por Ok Taec-yeon, Won Ji-an, Park Kang-hyun y Yoon So-hee. Está programada para emitirse por el canal KBS2 desde el 26 de junio hasta el 15 de agosto de 2023, los lunes y martes a las 21:45 (hora local coreana).

## Sinopsis
Seon Woo-hyul (Ok Taec-yeon) es un ser mitad humano y mitad vampiro, que ha estado tratando sin éxito de convertirse en plenamente humano. Un día antes de cumplir cien años durmiendo, lo despierta del sueño Joo In-hae (Won Ji-an), una trabajadora pero insensible enfermera y propietaria de la casa donde ha dormido casi cien años. Viviendo bajo el mismo techo, cada uno provoca cambios inesperados en el otro.

## Reparto

### Principal
- Ok Taec-yeon como Seon Woo-hyul, un ser mitad humano y mitad vampiro que no logró convertirse en completamente humano por el margen de un solo día en 100 años.[4]
- Won Ji-an como Joo In-hae, enfermera a tiempo parcial en una escuela de secundaria y propietaria de una casa de huéspedes.[2][5]
- Park Kang-hyun como Shin Do-sik, un emprendedor inmobiliario.[6]
- Yoon So-hee como Na Hae-won, una inversionista inmobiliaria que se siente atraída por Woo-hyul, que la confunde con su primer amor.[7][8]

### Secundario

#### Vampiros
- Yoon Byung-hee como Lee Sang-hae, un vampiro maestro de tarot.[9][10]
- Ko Kyu-pil como Park Dong-seop, un vampiro que dirige un bar frente a una escuela secundaria, que dirige con dificultades porque su condición le impide saborear la comida. Cree en Seon Woo-hyeol y lo sigue como un hermano mayor.[10][11]
- Kim In-kwon como Go Yang-nam, un vampiro que ha enseñado a Woo-hyul cómo convertirse en humano.[9][10]
- Seung-you como Rose, una vampiresa bailarina que tiene una personalidad brillante y positiva.[9]
- Baek Seo-hoo como Ri Man-hwi, un vampiro mundano, que no entiende que Woo-hyul quiera convertirse en humano.[10][12]

#### Gente del barrio
- Baek Hyun-joo como Go Ki-suk, que tiene una carnicería cerca de la casa de Woo-hyul. Está al tanto de todas las cosas que suceden en el vecindario, y eso la lleva a sospechar de Woo-hyul.[13][14]
- Jung Young-ki como Kim Gwang-ok, un vecino del barrio de Woo-hyul.[9]
- Kim Do-geon como Kim Min-jae, hijo de Gwang-ok.

#### Otros
- Ham Tae-in como el jefe Goo, secretario de Do-sik, exoficial de las fuerzas de operaciones especiales.[15][16]
- Park Chul-min como mayordomo jefe, primera generación de una familia de mayordomos.
- Kim Ba-da como el general Shin, un cazador de vampiros que conoce la identidad de Woo-hyul.[17]
- Kim Hyun-joon como un estafador.[18]
- Seo Hyun-cheol como Joo Dong-il, el padre de In-hae.[19]
- Seo Jun como Hyang-geun, un estudiante de secundaria que tiene un fuerte enfrentamiento con Seon Woo-hyul.[20]
- Jang Seo-yeon como Hwang So-yi, la primera invitada en la casa de huéspedes de In-hae.[21]

## Producción
En enero de 2023 Ok Taek-yeon y Won Ji-an confirmaron su participación en la serie con los personajes protagonistas. Pocos días después lo hizo también Yoon So-hee.
El 10 de mayo de 2023 se publicaron imágenes de la primera lectura del guion. El 12 de mayo se lanzó el primer tráiler. El 16 de mayo se publicaron las primeras imágenes del personaje interpretado por Ok Taek-yeon, y dos días después las primeras de Won Ji-an. Por último, la producción se presentó el 26 de junio  en The Saint, Seúl, con la presencia del director y los protagonistas.

## Audiencia
La serie partió con un 4,1 % de audiencia en su primer episodio.
| Temporada | Temporada | Episodio número | Episodio número | Episodio número | Episodio número | Episodio número | Episodio número | Episodio número | Episodio número | Episodio número | Episodio número | Episodio número | Episodio número | Episodio número | Episodio número | Episodio número | Episodio número | Promedio |
| Temporada | Temporada | 1               | 2               | 3               | 4               | 5               | 6               | 7               | 8               | 9               | 10              | 11              | 12              | 13              | 14              | 15              | 16              | Promedio |
| --------- | --------- | --------------- | --------------- | --------------- | --------------- | --------------- | --------------- | --------------- | --------------- | --------------- | --------------- | --------------- | --------------- | --------------- | --------------- | --------------- | --------------- | -------- |
|           | 1         | 686             | 632             | 586             | 619             | —               | 541             | —               | 521             | —               | —               | —               | —               | —               | —               | —               | —               | 495      |

| Episodio | Fecha de emisión     | Índices de audiencia | Índices de audiencia | Índices de audiencia |
| Episodio | Fecha de emisión     | Nielsen Korea        | Nielsen Korea        | TNmS                 |
| Episodio | Fecha de emisión     | Nacional             | Seúl                 | Nacional             |
| --- | -------------------- | -------------------- | -------------------- | -------------------- |
| 1 | 26 de junio de 2023  | 4,1 % (17.ª)         | 4,1 % (13.ª)         | N/D                  |
| 2 | 27 de junio de 2023  | 3,5 % (14.ª)         | 3,7 % (9.ª)          | 3,7 % (16.ª)         |
| 3 | 3 de julio de 2023   | 3,3 % (20.ª)         | 3,2 % (17.ª)         | N/D                  |
| 4 | 4 de julio de 2023   | 3,6 % (15.ª)         | 4,0 % (11.ª)         | N/D                  |
| 5 | 10 de julio de 2023  | 2,8 % (23.ª)         | 2,7 % (19.ª)         | N/D                  |
| 6 | 11 de julio de 2023  | 3,1,% (17.ª)         | 3,1,% (15.ª)         | N/D                  |
| 7 | 17 de julio de 2023  | 2,9,% (22.ª)         | 3,0,% (19.ª)         | N/D                  |
| 8 | 18 de julio de 2023  | 2,8 %(22.ª)          | 2,8% (20.ª)          | N/D                  |
| 9 | 24 de julio de 2023  | 2,3 % (28.ª)         | N/D                  | N/D                  |
| 10 | 25 de julio de 2023  | 2,5 % (23.ª)         | 2,9 % (18.ª)         | N/D                  |
| 11 | 31 de julio de 2023  | 1,9 % (31.ª)         | N/D                  | N/D                  |
| 12 | 1 de agosto de 2023  | 2,4 % (25.ª)         | N/D                  | N/D                  |
| 13 | 7 de agosto de 2023  | 2,0 % (32.ª)         | N/D                  | N/D                  |
| 14 | 8 de agosto de 2023  | 2.1 % (30.ª)         | N/D                  | N/D                  |
| 15 | 14 de agosto de 2023 | 2,6 % (23.ª)         | 3,1 % (18.ª)         | N/D                  |
| 16 | 15 de agosto de 2023 | 3,0 % (19.ª)         | 3,1 % (14.ª)         | N/D                  |
| Promedio | Promedio             | 2,8 %                | —*                   | —*                   |
| - En la tabla superior, los números azules representan las calificaciones más bajas y los números rojos representan las más altas. - N/D indica que el dato es desconocido. - (*) Se desconoce el promedio exacto porque no se publicaron los datos de todos los capítulos. |                      |                      |                      |                      |